# ۵۱۶ (پیش از میلاد)
۵۱۶ (پیش از میلاد) ۵۱۶مین سال قبل از تقویم میلادی است.